# 수영 계영 200m 대한민국 기록 추이
수영 계영 200m 대한민국 기록 추이는 다음과 같다.

## 남자
| # | 기록        | 차이         | 선수                           | 소속     | 날짜         | 대회명                  | 장소          | 주석 및 기타     | 동영상                               |  |  |
|   | 1분 37초 76 | - 0.85초 *** | 지상준, 이윤안, 안진옥, 강기택 | 한국체대 | 1993. 03. 17 | 제48회 전국 수영 대회   | 대한민국 대구 | 두류 수영장      | 종전 1분 38초 61(89년 아시아 에이지) |  |  |
|   | 1분 37초 58 | - 0.18초     | 강기택, 변재우, 지상준, 이윤안 | 한국체대 | 1994. 03. 11 | 제49회 전국 수영 대회   | 대한민국 전주 | 전주 실내 수영장 |                                      |  |  |
|   | 1분 37초 17 | - 0.41초     | 배형근, 강기택, 안진옥, 김동현 | 한국체대 | 1995. 03. 10 | 제50회 전국 수영 대회   | 대한민국 제주 | 제주 실내 수영장 |                                      |  |  |
|   | 1분 35초 91 |              | 배형근, 김동현, 안진옥, 강기택 | 한국체대 | 1996. 03. 24 | 제51회 회장기 수영 대회 | 대한민국 부산 | 사직 실내 수영장 |                                      |  |  |

## 여자
| # | 기록        | 차이     | 선수                           | 소속     | 날짜         | 대회명                    | 장소          | 주석 및 기타     | 동영상           |  |
|   | 1분 51초 73 |          | 조희연, 노주희, 유시내, 천성선 | 대청중   | 1998. 04. 29 | 제53회 회장배전국수영대회 | 대한민국 부산 | 사직 실내 수영장 | 종전 1분 52초 12 |  |
|   | 1분 51초 23 | - 0.50초 | 조희연, 이지현, 김하림, 노주희 | 서울체고 | 1999. 03. 30 | 제54회 전국 수영 대회     | 대한민국 제수 | 제주실내수영장   | [ 3 ]            |  |
|   | 1분 50초 40 |          | 조희연, 이지현, 김하림, 노주희 |          | 1999.        | 제54회 회장배 수영 대회   |               |                  |                  |  |

## 같이 보기
- 수영 계영 200m 세계 기록 추이